# إيغور نكراسوف
إيغور نكراسوف (بالروسية: Некрасов, Игорь Владимирович)‏ (10 أبريل 1975 في روسيا - ) هو لاعب كرة قدم روسي في مركز الدفاع. لعب مع دينامو موسكو وFC Zvezda Irkutsk ‏ ونادي خيمكي.